# Organisk ljus-emitterande diod
Organisk ljus-emitterande diod (OLED) är en teknik som används i bildskärmar och teckenfönster och som består av tunna kolbaserade — därav organisk — plastfilmer mellan två elektroder. Katoden utgörs vanligen av en metallyta medan anoden normalt består av en tunn glasskiva. De kolbaserade filmlagren består av ett finmaskigt hålnät (hålinjektionslager), ett transportlager, ett emissionslager och ett elektrontransportlager. När ström går igenom en OLED-cell, bildas elektroluminiscent ljus genom att positiva och negativa laddningar slås samman i emissionslagret. 
År 2014 fanns OLED-skärmar i en mängd elektronikprodukter, som till exempel mp3-spelare, mobiltelefoner och TV-apparater. 
Det finns fler användningsområden för OLED. Företag har visat hur du kan bygga väggar med OLED och då använda väggen som primär ljuskälla. BMW har visat hur de kan ersätta vissa lampor på bilens utsida med OLED.

## Varianter
Det finns ett antal varianter på tekniker som bygger på samma princip som OLED. Dessa är bland annat PLED, TOLED, SOLED och AMOLED. Teknikerna är alla ämnade att försöka komma till rätta med ett eller flera av de tillkortakommanden som den ursprungliga OLED-tekniken belastas med. Skärmar som bygger på den ursprungliga OLED-tekniken drar nämligen förhållandevis mycket ström. Dessutom har de inte speciellt hög upplösning, samtidigt som livslängden är relativt kort.

## Historia
Sony meddelade den 12 april 2007 att företaget skulle lansera en 11 tums OLED-skärm före årets slut, vilket har satt fart på branschens aktörer. Den 1 oktober 2007 presenterade Sony sin 11 tums OLED-TV med namnet XEL-1, till priset av 2 700 USD.
Under CES-mässan 2012 visade LG upp en OLED-TV på 55" med en tjocklek på låga 4 mm.
Våren 2020 meddelar Apple att det kommer 4 nya modeller (i olika storlekar) av iPhone till hösten, alla med OLED. Apple har slutligen helt övergett LCD.